# O Mais Antigo Sistema do Idealismo Alemão
O Mais Antigo Sistema do Idealismo Alemão (também designado como O Mais Antigo Programa de Sistema do Idealismo Alemão ou O Mais Antigo Programa Sistemático do Idealismo Alemão) é um texto de 1796/97, de autoria desconhecida, possivelmente escrito por Friedrich Schelling, G. W. F. Hegel ou Friedrich Hölderlin. O documento foi publicado pela primeira vez (em alemão) por Franz Rosenzweig, que o designou como "Das älteste Systemprogramm des deutschen Idealismus".

## Autoria
Embora o documento tenha a caligrafia de Hegel, especula-se se terá sido escrito por Hegel, Schelling, Hölderlin ou uma quarta pessoa desconhecida. Yves Bonnefoy considera que foi "certamente inspirado por Hölderlin." Segundo Glenn Magee, a maioria dos peritos em Hegel considera-o o autor. No entanto, várias das ideias defendidas no ensaio (como o desaparecimento do Estado ou a supremacia da poesia no universo intelectual) parecem contraditórias com a filosofia hegeliana.
Schelling, Hegel, e Hölderlin eram colegas de turma e de dormitório em Tübinger Stift, o seminário da Universidade de Tubinga, e eram conhecidos como os "Três de Tubinga". Hegel e Hölderlin tinham 27 anos, e Schelling 22.

## Descoberta e publicação
O texto foi escrito numa única folha, que foi adquirida em março de 1913 pela Biblioteca Real Prussiana de Berlim num leilão. O vendedor, a firma Leo Liepmannssohn, não tinha informação sobre a origem do documento. Aparentemente seria parte de um texto maior, mas apenas foi recuperada essa folha (escrita nos dois lados), que começa a meio de uma frase.
O texto foi estudado por Franz Rosenweig, que, usando uma técnica para datar manuscritos de Hegel através da evolução da sua caligrafia, determinou que deveria ter sido escrito no verão de 1796; no entanto, considerando que o conteúdo do texto era bastante diferente de outras ideias de Hegel da mesma altura, Rosenweig concluiu que ele não seria o autor original, mas provavelmente  Schelling — o manuscrito descoberto seria então já uma cópia feita por Hegel.
O documento foi publicado em 1917 por Rosenzweig, que escolheu o título.

## Conteúdo
Raffaele Milani escreve que, no ensaio, "...a ideia do Belo unifica todas as outras numa fusão entre o ser e a natureza." Dieter Henrich chamou ao documento um "programa para a agitação". O texto reclama por uma nova mitologia que mediaria entre o mundo presente e mundo poético visionado para o futuro, em que a poesia se aplicaria às artes e às ciências, incluindo a filosofia.